# Rebecca Smith (asesina)
Rebecca Smith (Bratton, Reino Unido, bautismo 17 de mayo de 1807 - 23 de agosto de 1849) fue la última mujer británica ejecutada por el infanticidio de su propio hijo. La condenaron por matar a su hijo pequeño, Richard, y la colgaron públicamente en Devizes, Wiltshire. Tras el juicio, confesó haber envenenado a siete de sus otros hijos.

## Primeros años
Smith nació en el pueblo de Bratton, Wiltshire (Reino Unido), hija de William y Sarah Prior (o Pryor). Su padre, fallecido en 1830, fue un próspero granjero, mientras que su madre fue miembro destacada de una secta local de bautistas reformados. En mayo de 1831, se casó con un jornalero agrícola, Philip Smith, con fama de bebedor. Su primera hija, Jane, nació al año siguiente. Le siguieron otros diez, ninguno de los cuales vivió más de unos pocos meses. En 1846, tras la muerte de su madre, Smith heredó 100 libras esterlinas y la familia se mudó a Westbury (Wiltshire). Su marido malgastó la herencia, obligándola a buscar trabajo temporal como recolectora de cosechas y horticultora; en consecuencia, la familia vivía en un estado de pobreza y mala salud visibles.

## Descubrimiento
El undécimo hijo de Smith, Richard, nació el 16 de mayo de 1849. Inicialmente sano, enfermó el 7 de junio y falleció la mañana del 12 de junio. El registrador local, George Shorland, registró inicialmente la causa de la muerte como desconocida, pero los rumores locales lo persuadieron a ordenar una investigación. El cuerpo de Richard fue exhumado el 22 de junio y se le realizó la autopsia el 24; se descubrieron restos de arsénico en su estómago. Los vecinos de Smith afirmaron que ella había intentado comprar veneno varias veces antes y después del parto, lo que culminó con la compra de arsénico blanco la mañana del 7 de junio. El 18 de julio se llevaron a cabo investigaciones sobre la muerte de otros dos de sus hijos (Sarah y Edward), y se descubrió que sus cuerpos también contenían arsénico.

## Juicio y ejecución
Smith fue juzgada por la muerte de Richard el 9 de agosto de 1849 en el Tribunal de lo Penal de Devizes. Se citaron dieciocho testigos, muchos de los cuales testificaron sobre sus intentos de comprar veneno y las falsas declaraciones que había hecho sobre la salud de su hijo. El jurado tardó 30 minutos en declararla culpable, pero también emitió una recomendación de clemencia; el juez ignoró esto y la condenó a muerte. Una semana después del juicio, Smith confesó al capellán de la prisión haber usado veneno para ratas para matar a siete de sus otros hijos. De sus once hijos, solo la primogénita llegó a la edad adulta: dos murieron por causas naturales y los otros ocho fueron asesinados.
Smith fue ahorcada públicamente en Devizes el 23 de agosto de 1849, a pesar de dos peticiones de clemencia enviadas al Ministro del Interior, George Grey. La prensa y el público en general se mostraron muy a favor de su ejecución, a pesar de que el infanticidio solía considerarse menos repelente que el asesinato estándar y, por lo tanto, menos merecedor de la pena capital. Entre los factores atípicos (y por lo tanto, considerados en su contra) se encontraban la naturaleza premeditada del acto y su aparente brutalidad: el envenenamiento se consideraba mucho más cruel que los métodos más comunes de ahogamiento o asfixia. Como mujer casada de edad avanzada, también era vista con menos compasión que las mujeres más jóvenes que daban a luz fuera del matrimonio y mataban a sus bebés para evitar el estigma social.